# Axel Haverich

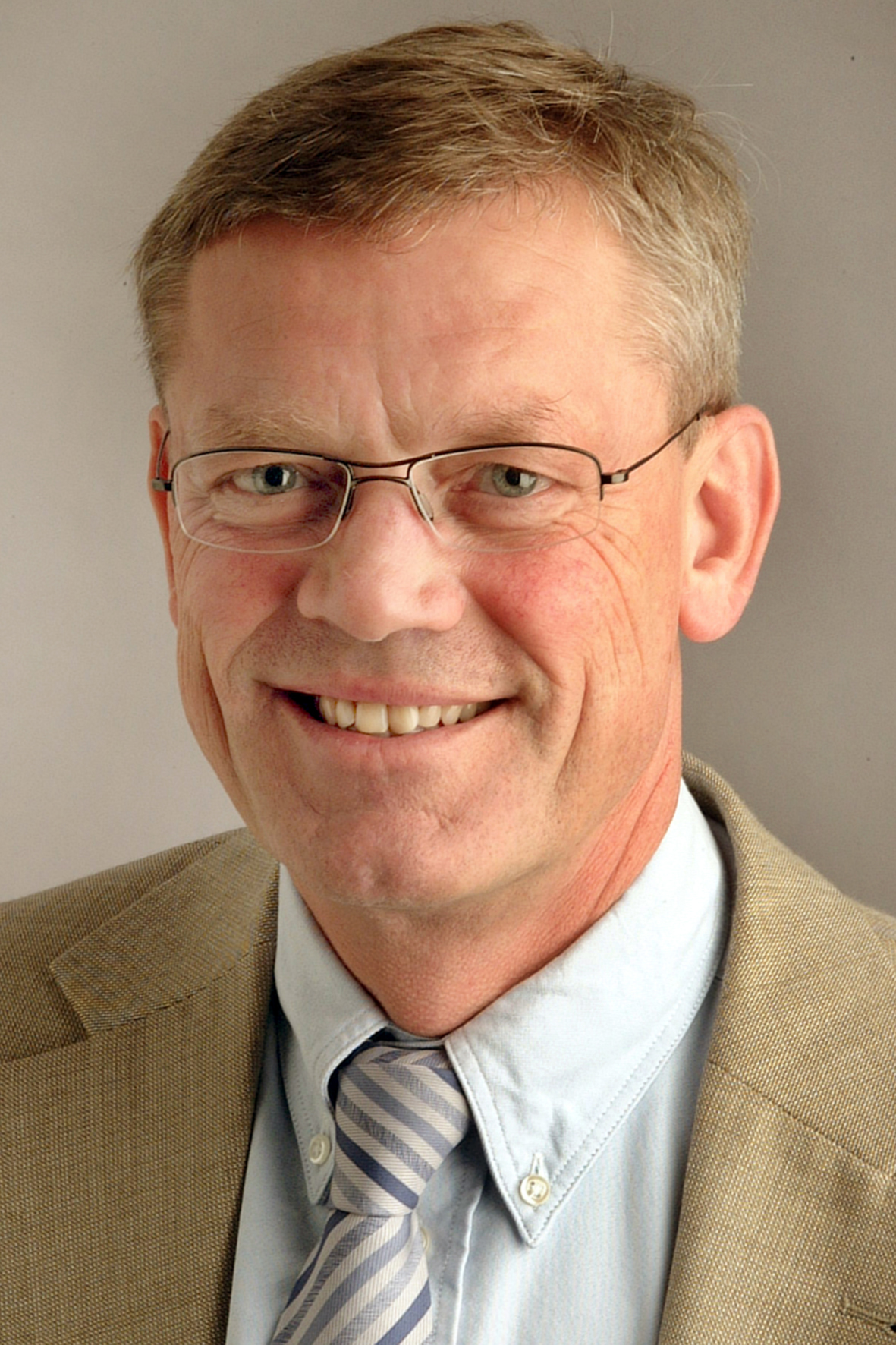
Axel Haverich (2007)

Axel Haverich (* 9. März 1953 in Lemgo) ist ein deutscher Transplantations-Mediziner und Herzchirurg.

## Leben
Axel Haverich besuchte 1959 bis 1963 die Grundschule in Humfeld und anschließend das Gymnasium in Barntrup. Nach seinem Abitur 1972 war er als Zivildienstleistender beim Roten Kreuz, bevor er ein Medizinstudium an der Medizinischen Hochschule Hannover (MHH) absolvierte. Ende 1978 erfolgte seine Approbation, ein Jahr später seine Promotion. Die Phase als Assistenzarzt am Zentrum für Chirurgie der Hochschule endete 1985. Während dieser Zeit war Axel Haverich 1983 mit einem Stipendium der Deutschen Forschungsgemeinschaft als Forschungsassistent am Department of Cardiovascular Surgery der Stanford University beschäftigt. 1985 wurde er Oberarzt der Klinik für Thorax-, Herz- und Gefäßchirurgie an der Medizinischen Hochschule Hannover. Zwei Jahre darauf erfolgte seine Habilitation.
1992 wurde er zum außerplanmäßigen Professor ernannt. Von 1993 bis 1996 war er als Direktor der Abteilung für Herz- und Gefäßchirurgie der Universität Kiel tätig. Als Direktor der Klinik für Herz-, Thorax-, Transplantations- und Gefäßchirurgie kehrte er 1996 an die MHH zurück. 1995 erhielt er den Leibniz-Förderpreis für deutsche Wissenschaftler von der Deutschen Forschungsgemeinschaft (DFG). Mit diesem Preis gründete er 1996 die Leibniz Forschungslaboratorien für Biotechnologie und künstliche Organe (LEBAO). Dort entwickelten er und sein Team eine mitwachsende Herzklappe.

## Werk
Er forscht in der Herz- und Lungenchirurgie, Transplantationsmedizin (Lungentransplantationen, Geweberegeneration) und in diesem Zusammenhang über Alternativen zu den knappen menschlichen Spenderorganen, zum Beispiel über nachwachsende Organe (Tissue Engineering, Gewebezüchtung), implantierbare tierische Organe (genveränderte Schweine), Organe aus 3D-Druckern oder künstliche Organe (Biohybridlungen, mit angewachsenen körpereigenen Zellen des Patienten), sowie über induzierte pluripotente Stammzellen für den Einsatz bei der Geweberegeneration. 2002 transplantierte er erstmals mitwachsende Herzklappen bei Kindern, bei denen Organspender-Herzklappen mit Zellen der Patienten angereichert sind. Diese ersten Versuche an Kindern außerhalb von Deutschland waren ethisch umstritten. Die Nominierung für den Zukunftspreis für diese Arbeit musste die Kommission aufgrund von Patentstreitigkeiten zurückziehen. Er entwickelte ein Organ Care System (OCS), um Lungen außerhalb des Körpers am Leben zu erhalten, zum Beispiel um längere Zeiten bei Transplantationen zu überbrücken oder mit dem Ziel, die Lungen von Patienten außerhalb des Körpers (zum Beispiel Bestrahlung bei Krebstherapie) zu behandeln.
2011 entwickelten Mitarbeiter seines Teams eine schonendere, minimal-invasive Operationsmethode zur Implantation von Herzunterstützungssystemen (VAD). Seither ist diese OP-Methode weltweit als "Hannover-VAD-Technik" bekannt geworden, welche auch Einzug in die Behandlungsleitlinien gefunden hat. Im Jahre 2014 führten ebenfalls unter Haverichs Leitung Mitarbeiter seiner Abteilung die weltweit erste Kunstherz-Implantation der vollständig magnetisch gelagerten Pumpe "Heartmate 3" durch. Seither gehört der Kunstherz-Bereich der Medizinischen Hochschule Hannover zu den weltweit führenden Kunstherz-Zentren weltweit.
2017 stellte er eine neue These zur Entstehung der Arteriosklerose vor. Danach liegt die Ursache nicht in der Innenwand der Blutgefäße, sondern in deren eigenen feinen Kanälen (Mikrogefäßen, Vasa vasorum) zur Blutversorgung in ihrer Außenwand, die durch Entzündungen aufgrund von Infektionen oder Feinstaub verstopft werden. Die Plaques sind danach Folge abgestorbener Zellen der Gefäßwand. Ihm war als Chirurg aufgefallen, dass auch Patienten mit hochgradiger Arteriosklerose gesunde Gefäßabschnitte besaßen. Das waren solche, deren Wand dünner als 0,5 mm war und die somit keine Vasa vasorum (VV) zur Blutversorgung benötigten. Außerdem wurden diese durch Muskeln stabilisiert und bewegt. Werden die VV bei Entzündungen durch abgestorbene Zellen und Fettpartikel verstopft sterben in der Gefäßwand weitere Zellen ab und es kommt nach Haverich zur Bildung der Plaques. Das stimmt nach Haverich mit epidemiologischen Beobachtungen überein, dass Herzinfarkte nach Grippeepidemien und Feinstaubbelastung anstiegen.

## Mitgliedschaften
Haverich ist bzw. war Mitglied in zahlreichen Kommissionen und Gesellschaften. Dazu gehören u. a. die Deutsche Gesellschaft für Thorax-, Herz- und Gefäßchirurgie (Vorstandsmitglied 1991 bis 1995), die Kommission für Tierexperimentelle Forschung der Deutschen Forschungsgemeinschaft (seit 1999), die Kommission für Stammzellforschung der Bundesärztekammer (seit 2000), der Senat der Deutschen Forschungsgemeinschaft (2001 bis 2007), die Deutsche Akademie der Naturforscher Leopoldina (seit 2003), die European Mechanical Circulatory Support Society (EUMS) und der Senat der MHH (1999 bis 2003).

## Sportliche Aktivität
Axel Haverich gehörte in den späten 1970er und frühen 1980er Jahren jahrelang zum Team der ersten Handballmannschaft des TBV Lemgo.

## Redaktionelle Aktivität
- Redakteur (Associate Editor) von The Thoracic and Cardiovascular Surgeon, 1984 bis 1986
- Redakteur (Associate Editor) vom European Journal of Cardio-Thoracic Surgery, 1986 bis 1993, anschließend Mitherausgeber (Co-Editor)
- Mitarbeiter in der Chefredaktion von Clinical Transplantation, 1986 bis 1992
- Mitherausgeber (Co-Editor) von Transplantationsmedizin, 1988 bis 1992
- Mitarbeiter in der Chefredaktion von Extracorporeal Circulation International, 1990 bis 1996
- Mitherausgeber (Co-Editor) von Langenbecks Archiv für Chirurgie (seit 1997 Langenbeck’s Archives of Surgery), seit 1993
- Mitarbeiter in der Chefredaktion von Heart, 1997 bis 2006
- Mitarbeiter in der Chefredaktion von Pediatric Transplantation, 1997 bis 2000
- Mitarbeiter in der Chefredaktion von Herz, 1997 bis 2000
- Mitarbeiter in der Chefredaktion von Graft, 1998 bis 2004
- Mitarbeiter in der Chefredaktion des Journal of Thoracic and Cardiovascular Surgery, 1998 bis 2004
- Mitglied des Wissenschaftlichen Beirates von Der Chirurg, seit 1998
- Mitarbeiter in der Chefredaktion von Heart and Vessels, seit 2002
- Mitarbeiter in der Chefredaktion der Zeitschrift für Kardiologie (seit 2006 Clinical Research in Cardiology), seit 2003

## Auszeichnungen
- Franz Köhler-Preis für experimentelle und klinische Organkonservierung bei Lungen-Transplantationen, zusammen mit Thorsten Wahlers (1993)
- Leibniz-Förderpreis für deutsche Wissenschaftler der Deutschen Forschungsgemeinschaft (1995)
- Niedersächsischer Staatspreis (2002)
- Ehrendoktorwürde der Staatlich Medizinischen und Pharmazeutischen Universität N. Testemitanu in Chișinău, Republik Moldawien (2007)
- Ehrenring der Stadt Garbsen (2007)[17]
- Pirogow-Goldmedaille der Russischen Akademie der Wissenschaften (2018)[18]